# Maira Asare
Maira Asare (ur. 8 marca 1960 w Siguldzie, zm. 25 października 2015) – łotewska pisarka, poetka i tłumaczka.

## Życiorys
Maira Asare urodziła się 8 marca 1960 r. w Siguldzie. Dorastała i uczyła się w Limbaži, ok. 90 km od Rygi. W latach 1978–1981 studiowała na Uniwersytecie Stradiņša, a następnie w latach 1988–1990 dziennikarstwo na Uniwersytecie Łotewskim w Rydze. W latach 1992–1999 pracowała w kancelarii prawniczej Medvecka, Ramiņa & Arājs.
Zadebiutowała w 1988 r. publikując w czasopiśmie „Avots” kilka wierszy. Pierwszą książkę Kas ar dzeguzi spēlējas wydała w 1995 r. Otrzymała za nią w 1996 r. nagrodę Dni Poezji.
Pod koniec lat 90. Asare zaczęła doświadczać uzależnienia od narkotyków. W latach 2003–2007 odbywała karę pozbawienia wolności w więzieniu dla kobiet w Iļģuciems w związku z zarzutem handlu narkotykami. Doświadczenia z tego okresu opisała w książce Sieviešu zona (2009). Poruszyła w niej problem uzależnienia, uwięzienia, osamotnienia oraz rzeczywistość kobiet w więzieniu. Po zwolnieniu pracowała w latach 2008–2009 w centrum kultury w Windawie, a następnie od 2010 r. w Ventspils Galvenajā bibliotēkā. Przetłumaczyła dzieła rosyjskich poetów i pisarzy, m.in. Sergieja Moreino i Leny Eltangi. W 2014 r. była nominowana do łotewskiej Literackiej Nagrody Roku za najlepsze tłumaczenie.
Maira Asare zmarła 25 października 2015 r.

## Wybrane działa

### Poezja
- Kas ar dzeguzi spēlējas, 1995
- Ceļš uz Tūju, 2009

### Proza
- Sieviešu zona, 2009

### Tłumaczenia
- Sasza Sokołow, Muļķu skola, 2010
- Michaił Sziszkin, Vēstulnieks, 2012
- Sergiej Kozłow, Ezītis miglā un citas pasakas: sirsnīgi stāsti lieliem un maziem lasītājiem, 2012
- Lena Eltanga, Akmens kļavas, 2014
- Ekrem Eilisley, Milzu sastrēgums, 2015